# Asmate cancellaria
Asmate cancellaria là một loài bướm đêm trong họ Geometridae.